# 기준점
기준점(基準點, control point)은 위치 ·표고 등이 표시된 점을 말하는데, 좁게는 삼각점(三角點) ·수준점(水準點) ·다각점(多角點) 등을 총칭하며, 넓게는 중력점(重力點) ·자기점(磁氣點) 등을 포함한다. 대한민국에서는 국토지리정보원이 기준점들을 설치하는 역할을 하고 있다.

## 대한민국에서의 기준점의 종류

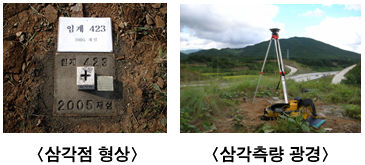
기준점 및 삼각측량 예시

### 삼각점
삼각점(三角點, Triangulation point)은 삼각측량을 통해 이미 위치를 알고 있는 국가기준점으로 토지의 형상, 경계, 면적 등의 정확한 위치결정과 각종 시설물의 설계와 시공에 관련된 기준을 제공하는 공공측량의 기지점(좌표를 이미 알고 있는 점)으로 사용된다. 또 삼각점은 전국에 일정한 분포로 등급별 삼각망을 구성하고 그 지점에 화강암으로 된 측량표지를 매설하여 경도와 위도, 높이, 평면직각좌표, 방향각 등의 성과를 제공함으로써 지도제작이나 각종 공사용 도면작성, 지적측량 등 모든 측량의 평면위치결정을 위한 기준자료로 활용되고 있다. 오늘 날에는 인공위성을 이용하는 GPS측량방법이 많이 사용되고 있다. 삼각점은 전국에 약 2.5km～20km 간격으로 대부분 산 정상에 설치되어 있는데, 정확도에 따라서 등급이 구분되어 있다.

### 수준점
수준점(水準點, Bench Mark)이란 수준원점으로부터 표고를 정밀측정하여 영구적인 말뚝을 설치하고, 차후 부근의 수준측량에 이용할 수 있도록 그 표고를 국토지리정보원의 수준측량 성과표에 등록해 놓은 기준점을 말한다. 현재 대한민국의 수준점은 인천만의 평균해수면을 기준으로 하고 있으며, 이를 바탕으로 인천시 남구 용현동에 수준원점을 측설하고 그 표고를 정밀하게 결정해 놓았는데, 이 수준원점의 표고값은 26.6871m이다[위도 37.449443도, 경도 126.657352도] . 아울러 주로 국도 주변에 수준점을 설치하여 놓았는데 1등 수준점은 약 4km, 2등 수준점은 약 2km간격 설치되어 있다.

### 통합기준점
통합기준점(統合基準點, Unified Control Points)이란 평탄지에 설치ㆍ운용하여 측지, 지적, 수준, 중력 등 다양한 측량분야에 통합 활용할 수 있는 다차원ㆍ다기능 기준점을 말한다. 경위도(수평위치), 높이(수직위치), 중력 등을 통합 관리 및 제공, 영상기준점 역할을 한다.
통합기준점과 보조점
- 대한민국 U청주38 통합기준점
- U청주38 보조수준점
- U청주38 보조점(도시기준점)

### 평면 직각좌표 원점
동서를 Y축, 남북을 X축으로 하는 가상의 원점이다.
|            | 서부원점 | 중부원점 | 동부원점 | 동해원점 |
| ---------- | -------- | -------- | -------- | -------- |
| 경도(동경) | 125도    | 127도    | 129도    | 131도    |
| 위도(북위) | 38도     | 38도     | 38도     | 38도     |

## 같이 보기
- 삼각측량
- 지적도근점
- 한국국토정보공사
- 도시기준점
- 구소삼각원점

## 참고
- 국토교통부-국토지리정보원[깨진 링크(과거 내용 찾기)]
- 최용기; 박기용 (2015). 《토목기사 과년도 시리즈 - 측량학》. 성안당. ISBN 9788931568080.